# Gymnura australis
Gymnura australis is een vissensoort uit de familie van de vlinderroggen (Gymnuridae). De wetenschappelijke naam van de soort is voor het eerst geldig gepubliceerd in 1886 door Ramsay & Ogilby.